# 嘉勒
嘉勒（가륵단군）是扶婁檀君的长子和檀君朝鲜的第三代君王，后世韩国一些学者根据檀君世纪的记载推断在位年限为公元前2182年 - 公元前2137年，前提是檀君朝鲜有存在的可能。